# Cupeños
Cet article concerne le peuple cupeño. Pour la langue cupeño, voir Cupeño (langue).
Les Cupeños (Kuupangaxwichem en langue cupeño) sont un peuple uto-aztèque qui vivait à environ 80 km au nord de la frontière actuelle entre les États-Unis et le Mexique. Leurs descendants actuels habitent dans la région montagneuse près de la source de la San Luis Rey River en Californie. 

## Histoire
Les Cupeños étaient l'une des plus petites tribus amérindiennes de la Californie du Sud avec une population que l'on estime n'avoir jamais dépassé les 1 000 personnes.
En 1903 ils furent expulsés de leur village de Cupa à Pala. Aujourd'hui, la plupart d'entre eux réside avec la tribu luiseño dans la Réserve Pala, d'autres dans les réserves de Morongo et de Los Coyotes. 